# هینوسوکه گوشو
هینوسوکه گوشو (انگلیسی: Heinosuke Gosho؛ ۲۴ ژانویهٔ ۱۹۰۲ – ۱ مهٔ ۱۹۸۱) یک کارگردان فیلم اهل ژاپن بود. 
پدر هینوسوکه گوشو یک تاجر ثروتمند و مادرش نیز یک گیشا بود.
وی اولین فیلم ناطق ژاپنی را در سال ۱۹۳۱ با عنوان همسر "من و همسر همسایه" کارگردانی نمود.